# ニイ・ランプティ
ニイ・オダルティ・ランプティ（Nii Odartey Lamptey, 1974年12月16日 - ）は、ガーナ・グレーター・アクラ州テマ出身の元同国代表サッカー選手、サッカー指導者。ポジションはミッドフィールダー。1990年代初頭、10代の時に国際舞台に登場し次代のスター候補と目されたが、その後は成功を収めることができず世界各国のビッグクラブとは言えないクラブを渡り歩いた彼のキャリアは後に、若手選手へ過度のプレッシャーをかけ、その才能を潰してしまうことへの警鐘となった。

## 経歴

### 初期
テマで生まれたランプティは、アクラとクマシという国内のふたつの大都市で育った。幼少期は悲惨なもので、暴力とネグレクトを受けた。父親はアルコール中毒患者で、しばしば彼に罵声を浴びせたり、殴る、煙草の火を押し付けるといった虐待を加えた。彼はサッカーをすることに日々の希望を見出し、家にも帰らず、学校にも通わず、息子の試合を見に来た父親に心無い言葉をかけられても、プレーを続け、その能力を磨き続けた。
8歳の時、両親は離婚。継父は彼を家から追い出した。ランプティはムスリムのためのサッカーキャンプに居場所を見つけ、これに参加するためにキリスト教からイスラム教に改宗する。これを見た継父は、彼が宗教的な冒涜を犯したとして、キャンプの前でしばしば彼と口論をした。そんな中、彼がどれほどすぐれた才能を持っていたかが明らかになり、ガーナのアンダー代表に招集されるようになった。彼は後に父親と和解し、1997年に飲酒に関する病気で亡くなった際、イスラム教から再びキリスト教に改宗した。

### クラブ
1990年、15歳の時にアクラのユースチーム、ヤング・コーナーズからア・デモス監督率いるRSCアンデルレヒトと契約。
当時のベルギーリーグの年齢制限規則により公式戦への出場はならなかった。しかし、翌1991年にU-17ガーナ代表の一員としてFIFA U-17世界選手権で優勝し、大会MVPを獲得。次代のペレとして脚光を浴びた事で状況は一変。この活躍を受け、アンデルレヒトはリーグが規定する年齢制限規則を無理矢理変更させてまで彼を試合に起用しようと考え、その結果16歳でベルギーリーグデビューを果たし、当時の最年少選手となった。
アンデルレヒトで3シーズンを過ごした後、1993-94シーズンにオランダ・エールディヴィジのPSVアイントホーフェンに移籍。チームは3位に終わったが22試合で11得点を記録、チーム内得点王に輝いた。ガーナU-17代表や、アンデルレヒト時代と同じく、彼のプレーはファンや専門家に衝撃を与えた。
しかし、彼は1年でオランダを離れて、プレミアリーグのアストン・ヴィラFCに移籍。スター選手であり、当時PSVより格下と考えられていたチームへ移籍したことで、周囲を驚かせた。後にドイツのテレビにて、ガーナからベルギーに渡る際、あるイタリア人代理人と契約していたことを明かした。彼が契約したアントニオ・カリエンドは、仲間のドイツ人代理人やオットー・フィスター元ガーナ代表監督によれば、移籍金の最も高いチームにランプティを売却し、自らの懐に入る移籍金の25%をいかに高額にするかを考えていたという。その結果カリエンドはランプティの保有権を次々と移すことになるのだが、アストン・ヴィラに移籍したのも、彼の利益を優先した結果であった。ランプティがそれに気づいた時には、すでに手遅れであった。ロン・アトキンソン監督率いるこのチームでは、フットボールリーグカップで当時4部に所属していたウィガン・アスレティックFC戦で3点を記録したのみで、活躍は残せなかった。リーグ戦では10試合に出場し、得点はできなかった。結果的に、この移籍が彼のキャリアに暗い影を落とすことになった。
アトキンソン監督の辞任も相俟って、彼は1シーズンでコヴェントリー・シティFCへ移籍。当時プレミアリーグに在籍していたチームであったが、ランプティはリーグのプレースタイルにフィットできず、リーグ戦6試合出場にとどまり、得点もないという惨憺たる成績だった（フットボールリーグカップでは2得点を記録）。翌シーズンはイタリア、セリエBのACヴェネツィアへ、さらにアルゼンチンのウニオン・デ・サンタフェに移籍するも目立った活躍はおろか試合出場すらほとんど叶わず、さらにアルゼンチンで生まれた3人目の息子が感染症で生後間もなく死亡。心的ショックでしばらくサッカーから離れてしまう。その後も精彩を欠いた状態でのプレーを余儀なくされ、トルコのMKEアンカラギュジュへ、ポルトガルのウニオン・レイリアへ移籍するが、どこのチームでも活躍することはなかった。
ランプティは新しくドイツ人の代理人と契約し、ドイツのSpVggグロイター・フュルトに移籍。ここではカルチャーショックに苦しみ、当時2部であったチームのバックアップ体制の貧弱さも彼の苦労に拍車をかけた。さらにチームメイトによる人種差別行動にも遭い、彼との宿泊を拒否する選手までいたともいわれる。さらにこの地でも生まれたばかりの娘が生後すぐに亡くなり、悲しみに暮れるランプティはアジアへ去った。次に所属した中国の山東魯能で、ようやく彼は幸福な時間を過ごし、ファンに受け入れられ、識者に称賛された。サウジアラビアのアル・ナスルを経て、2005年に、彼は母国ガーナに戻り、アサンテ・コトコSCに入団した。
彼は、ガーナに戻ってから、かつて2人の子供を失った父親として、また幼少期に凄惨な経験をした一人として、自らの名を冠した学校を設立し、2008年時点で400人の子供がいた。2006年に南アフリカのジョモ・コスモスFCに移籍。2008年までプレーし、波乱に満ちたキャリアを終えた。現在はアクラ郊外で牧場を営んでおり、その一方でガーナ国内のセコンディ・ワイズ・ファイターズのアシスタントコーチを務めている。2010年にはグロー・ランプサッカーアカデミー（当時）を設立した。

### 代表
初めて国際デビューを果たしたのは15歳の頃、1989 FIFA U-16世界選手権だった。彼を世界的な有名選手にしたのは1991年のFIFA U-17世界選手権である。フアン・セバスティアン・ベロンやアレッサンドロ・デル・ピエロらが出場したこの大会でガーナはアレックス・オポク、モハメド・ガルゴ、エマニュエル・ドゥアーら強力な攻撃陣を擁して優勝し、その中心にいたランプティ自身もゴールデンボール賞（大会最優秀選手）に、アドリアーノと共に得点王に輝いた。ペレ本人に『新たなペレ』と称され、将来を強く嘱望されるようになった。1991年度のフランス・フットボール誌によるアフリカ年間最優秀選手賞の選考では、17歳にして5位にランクインした。
その後、1992年のアフリカネイションズカップ予選のトーゴ戦で16歳でA代表に選出され、デビュー。本大会でもレギュラーとして準優勝に貢献、以降は様々な年代別代表で主力としてプレー。U-23代表の一員として同年のバルセロナオリンピックでは銅メダル、U-20代表の一員として1993年のFIFAワールドユース選手権豪州大会で準優勝に輝くなど10代の頃は輝かしい実績に彩られた。
1996年1月31日のアフリカネイションズカップ準決勝の南アフリカ戦で退場処分を受けて以降、代表戦に出場することも招集されることもなくなった。それはクラブチームでの不調ともタイミングが重なっている。

## 代表歴
- 1991年 - 2000年 ガーナ代表
  - 1991年 - FIFA U-17世界選手権 優勝・MVP
  - 1992年 - バルセロナオリンピック 銅メダル
  - 1993年 - FIFAワールドユース選手権 準優勝
  - 1994年 - アフリカネイションズカップ
  - 1996年 - アフリカネイションズカップ 4位

## タイトル

### 代表
U-17ガーナ代表
- FIFA U-17世界選手権 : 1991

### 個人
- FIFA U-17ゴールデンボール賞 : 1991